# Cethegus daemeli
Espèce
Cethegus daemeli est une espèce d'araignées mygalomorphes de la famille des Euagridae.

## Distribution
Cette espèce est endémique du Queensland en Australie. Elle se rencontre vers Lockhardt dans les monts Iron.

## Description
La carapace du mâle holotype mesure 7,05 mm de long sur 6,16 mm et l'abdomen 6,23 mm de long sur 4,00 mm et la carapace de la femelle paratype mesure 7,14 mm de long sur 6,50 mm et l'abdomen 11,93 mm de long sur 9,00 mm.

## Étymologie
Cette espèce est nommée en l'honneur d'Edward Dämel (1821-1900).

## Publication originale
- Raven, 1984 : Systematics of the Australian curtain-web spiders (Ischnothelinae: Dipluridae: Chelicerata). Australian Journal of Zoology Supplementary Series, no 93, p. 1-102.